# Heinsberg
Heinsberg è una città di 42 888 abitanti della Renania Settentrionale-Vestfalia, in Germania.
Appartiene al distretto governativo (Regierungsbezirk) di Colonia ed è capoluogo del circondario (Kreis) omonimo (targa HS).
Heinsberg si fregia del titolo di "Media città di circondario" (Mittlere kreisangehörige Stadt).